# Uhlenhorst
Uhlenhorst (en baix alemany De Ulenhorst) és un barri del bezirk d'Hamburg-Nord a la ciutat estat d'Hamburg a Alemanya. A finals del 2013 tenia 16.501 habitants sobre una superfície de 2,2 km². Limita amb Winterhude, Barmbek-Süd, Eilbek i Hohenfelde. Forma una península de l'Osterbek al nord, de l'Elba a occident i del Wandse canalitzat al sud. Queda un barri elegant amb vil·les luxoses al marge l'aigua, amb botigues i restaurants elegants, entre d'altres als carrers comercials Papenhuder Weg i Hofweg o el centre comercial més popular al carrer Hamburger Strasse. La presència de l'aigua atreu també practicants i clubs d'esports aquàtics. Els turistes solen explorar el barri des dels canals amb un Alsterdampfer.

## Història
Fins al segle xvii el barri es deia Papenhude o Papenwerder. Papen refereix als clergues del capítol de Sant Jordi als quals el comte d'Orlamünde va cedir la parcel·la. El sufix «-hude» significa indret protegit a un rierol tot just abans de la seva desembocadura a un riu més important, al qual era possible treure vaixells a la terra ferma i emmagatzemar mercaderies, «-werder» és en baix alemany per a illa fluvial. Era una zona humida, difícilment urbanitzable, feta de prats molls i uns pocs camps de conreus a les parts més alts. Només el 1842 quan es va construir la nova resclosa al Binnenalster, va ser possible baixar el nivell del llac d'un metre i desguassar la zona, per la construcció dels canals Hofwegkanal i Uhlenhorster Kanal.
El nom d'Uhlenhorst (niu de mussols o prada amb brolla) s'esmenta per a la primera vegada el 1711, quan el consistori d'Hamburg va comprar la granja arrendada de l'Uhlenhorst per a construir-hi una casa de quarantena, després de l'epidèmia de pesta. La situació agradable prop del llac de l'Alster va fer que mai no va servir i que el consistori va utilitzar la casa per a rebre els seus convidats de marca. El 1813, durant l'ocupació francesa va ser enderrocada al marc de les obres de fortificació d'Hamburg. El 1837 uns rics comerciants hanseàtics van comprar la finca i urbanitzar-la per a construir-hi vil·les d'estiueig per als hamburguesos benestants, al que, aleshores encara era el camp. La zona del «Mundsburger Damm» va urbanitzar-se des del 1867 després de canalitzar el Wandse i terraplenar l'Schürbek. Excepte per a la zona sud-est, que va ser totalment esborrada durant l'Operació Gomorra el 1943 per les forces aliades, moltes vil·les originals van conservar-se, tot i de vegades van ser dividides en pisos separats. Des de l'inici fins avui, queda un barri elegant i car, per la seva proximitat del centre i de l'aigua. La zona sud-est és una mica més assequible.

## Llocs d'interès
- Teatre Ernst Deutsch
- El Teatre Anglès
- Els antics banys Hammoniabad
- La mesquita xiita «Imam Ali»
- La casa de la literatura «Literaturhaus am Schwanenwik»
- El centre comercial «Hamburger Meile» (el més gran d'Alemanya, almenys segons els hamburguesos).
- Les vil·les de la fi del segle xix al marge de l'aigua
- L'església de Gertrudis de Nivelles Sankt-Gertrudis-Kirche
- L'estació del metro Mundsburg de la línia U3
- El passeig al marge de l'Alster
- L'Escola superior de les Arts Plàstiques (Hochschule für bildende Künste)

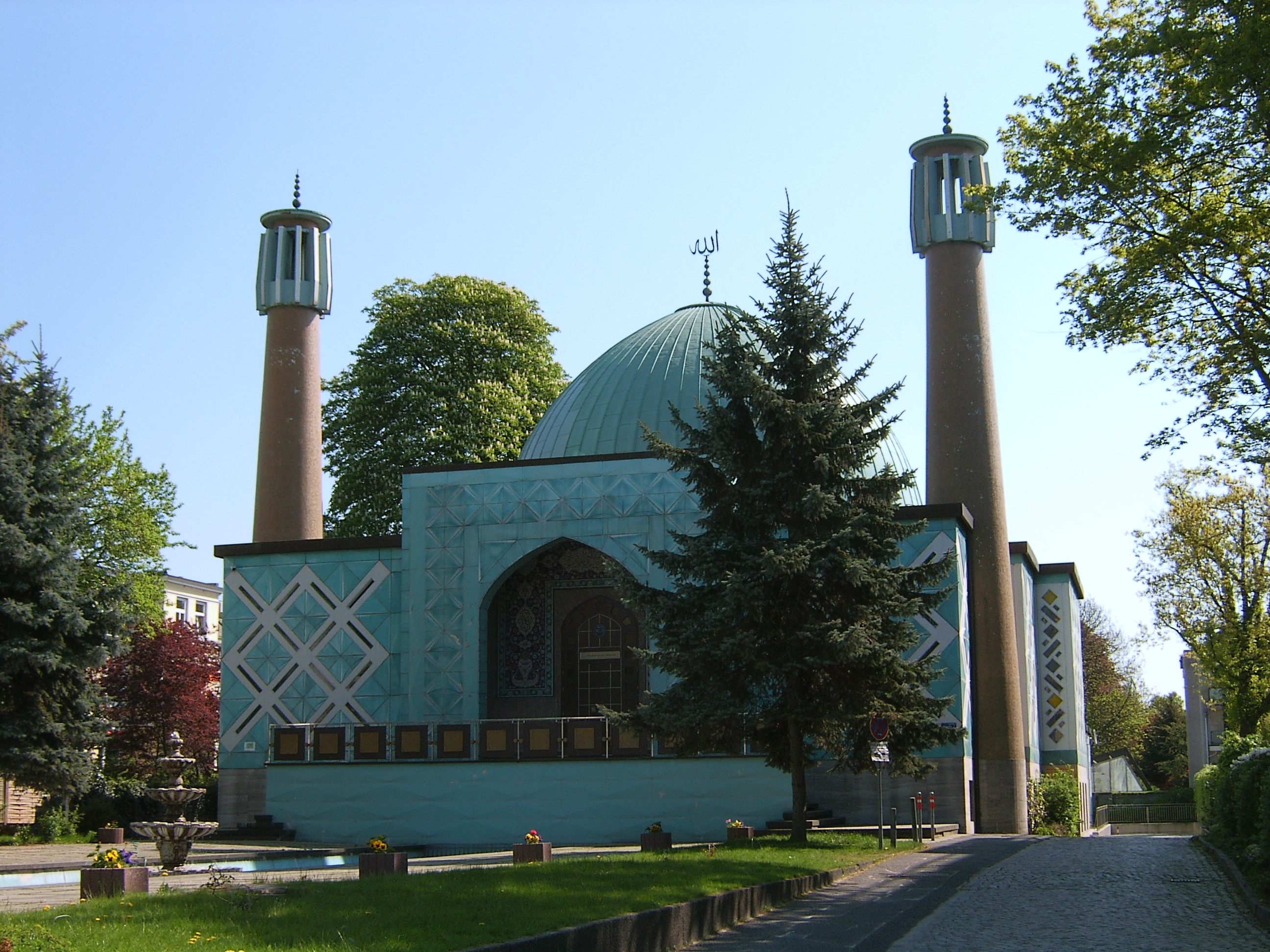
Mesquita Imam Ali
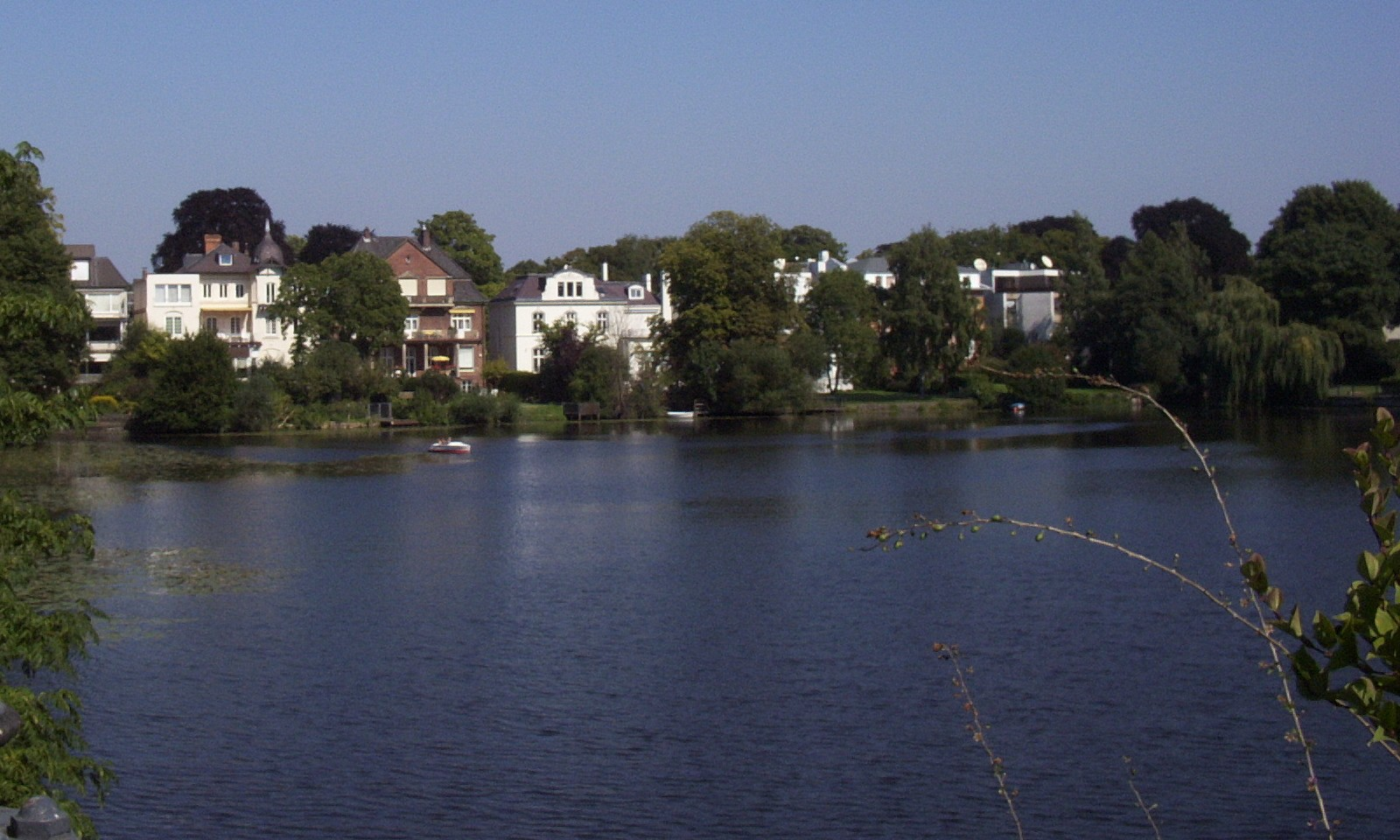
Vil·les a l'estany «Feeenteich»
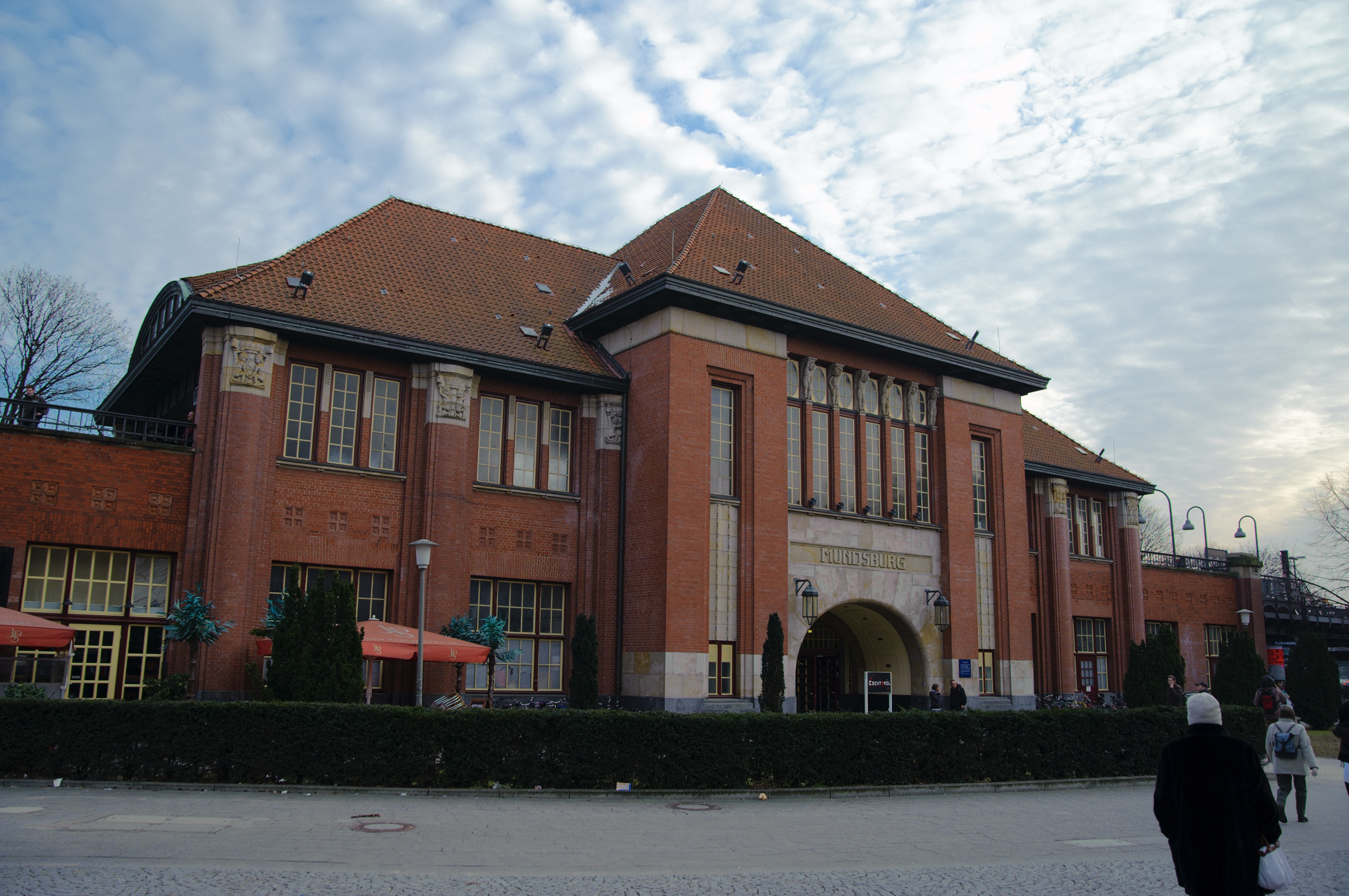
L'estació Mundsburg
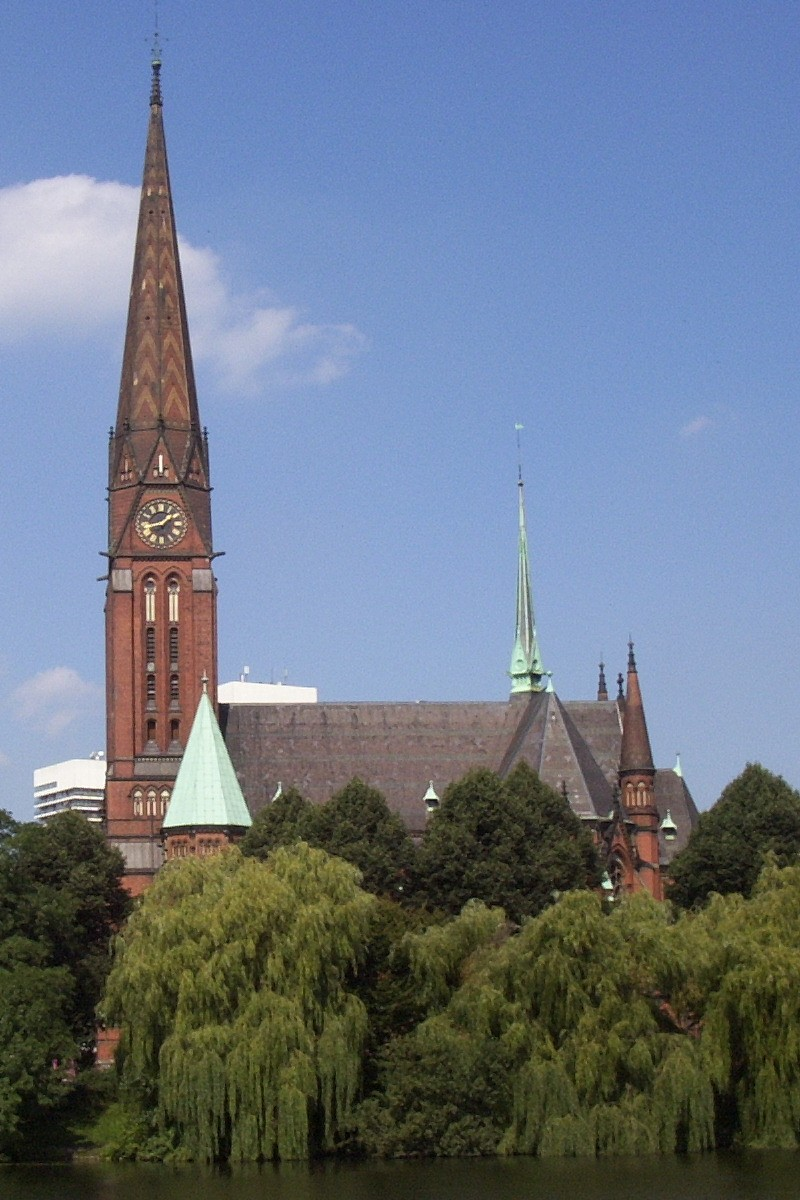
Església de Gertrudis de Nivelles